# Côte Sud (Nouvelle-Galles du Sud)

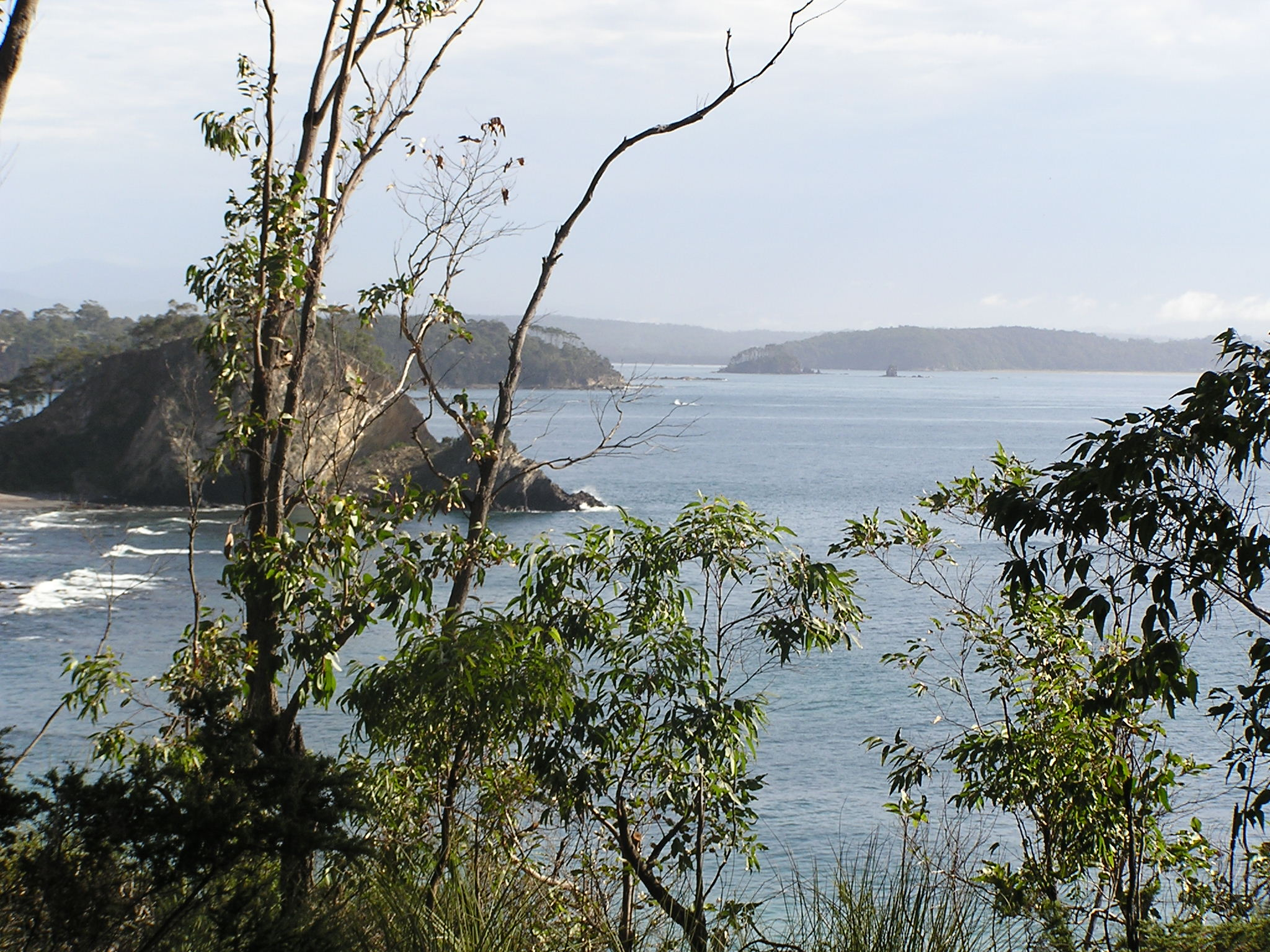
Batemans Bay, sur la South Coast

La South Coast fait référence à l'étroite bande côtière allant de Sydney, au nord, à la frontière avec l'État du Victoria, au sud, dans la partie sud-est de l'État de Nouvelle-Galles du Sud, en Australie. 
Elle est bordée: à l'ouest par l'escarpement côtier des Southern Tablelands, qui est largement couvert par une série de parcs nationaux; à l'est, par l'océan Pacifique. Elle est occupée par des terres agricoles, de petites villes et villages le long d'une côte rocheuse, entrecoupée par de nombreuses plages et des lagunes (connues en Australie sous le nom de lakes, en particulier dans les noms de lieux).
La South Coast comprend les zones d'administration locale de la ville de Shoalhaven au nord et du comté de la vallée Bega au sud séparés par le comté d'Eurobodalla, le Territoire de la baie de Jervis et la ville de Shoalhaven. Certaines définitions de la région y incorporent la région d'Illawarra, mais elle est plus souvent considérée comme une région distincte et séparée de Nouvelle-Galles du Sud.

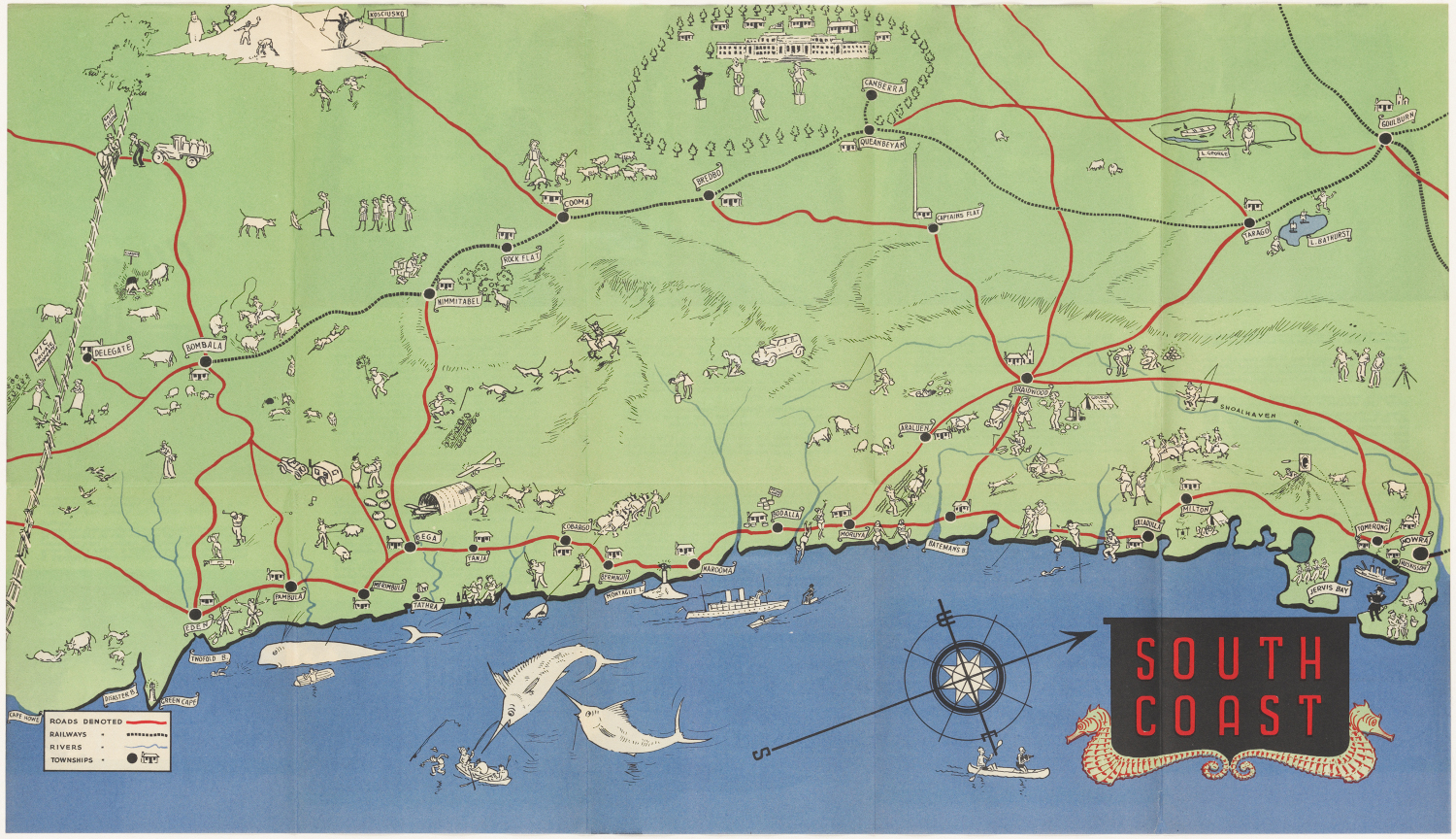
Carte touristique de la région South Coast dans les années 1930.